# Międzynarodowy Konkurs Wokalny im. Stanisława Moniuszki
Międzynarodowy Konkurs Wokalny im. Stanisława Moniuszki, też Konkurs Moniuszkowski – konkurs adresowanym do młodych śpiewaków operowych z całego świata, nie starszych niż 33 lata w dniu konkursu. 
Konkurs organizowany jest od 1992 roku, od 1998 w Teatrze Wielkim - Operze Narodowej w Warszawie. Jego pomysłodawcą, inicjatorem i dyrektorem artystycznym była Maria Fołtyn. Odbywa się co trzy lata. 
Konkurs podzielony jest na trzy etapy, w każdym z nich uczestnicy wykonują utwory polskich i zagranicznych kompozytorów. W jury zasiadały wielkie gwiazdy opery takie jak Piotr Beczała, Ewa Podleś, Izabella Kłosińska, Neil Shicoff, Mártha Eggerth, Teresa Żylis-Gara, Łarisa Giergijewa, Tom Krause, Jewgienij Niestierienko oraz przedstawiciele i menadżerowie największych teatrów operowych na świecie.
X edycja konkursu odbyła się w Teatrze Wielkim – Operze Narodowej w Warszawie, w dniach 5–11 maja 2019. Przypadła ona w 200. rocznicę urodzin patrona konkursu, Stanisława Moniuszki.

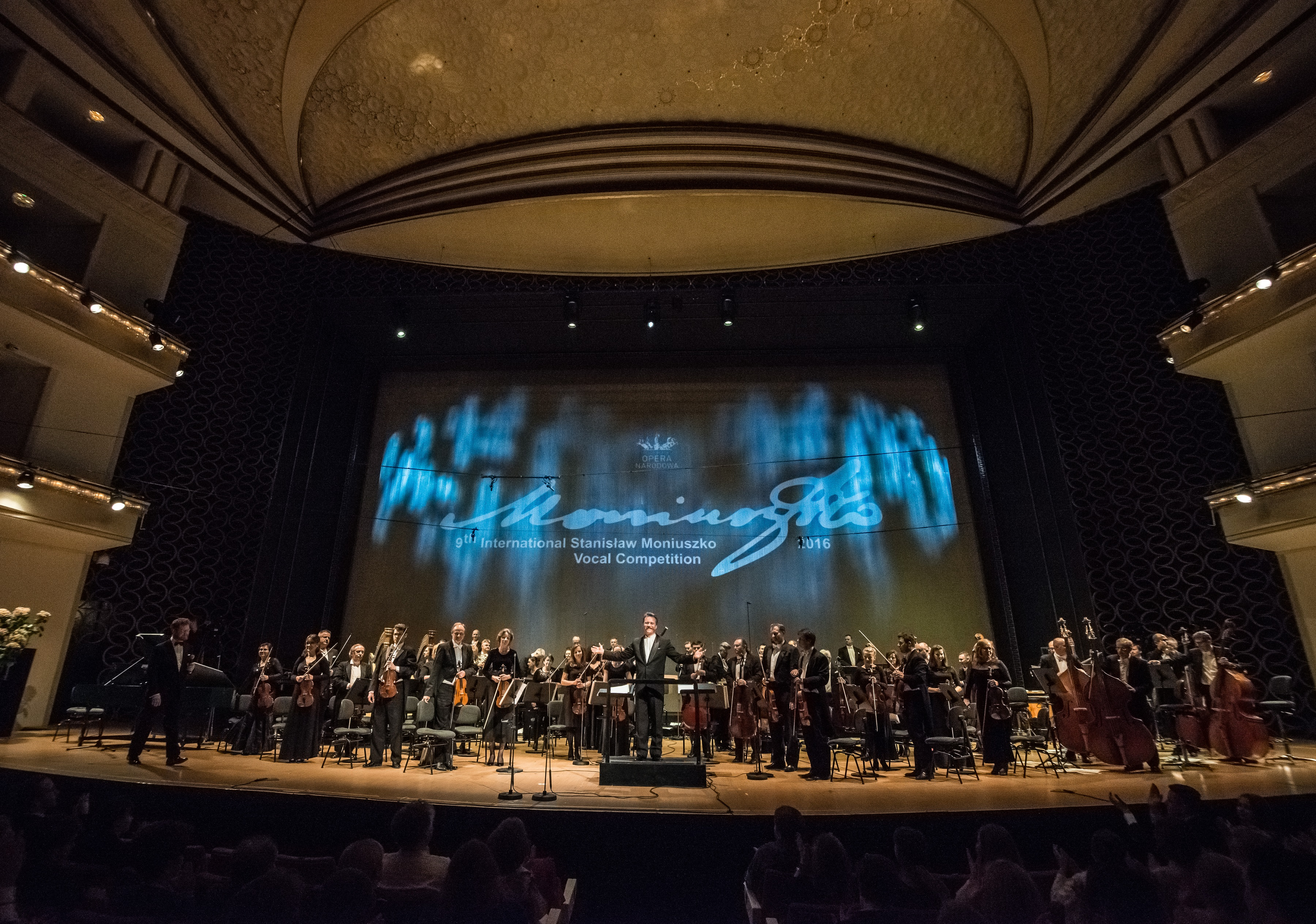
Finał 9. Konkursu Moniuszkowskiego 14 maja 2016 roku w Teatrze Wielkim - Operze Narodowej w Warszawie.

Od 2019 roku Konkurs jest członkiem Światowej Federacji Międzynarodowych Konkursów Muzycznych (WFIMC) z siedzibą w Genewie.

## Laureaci
(na podstawie materialu źródłowego)

### XII edycja konkursu (2–7 czerwca 2025)
- I nagroda: Samuel Stopford – Wielka Brytania
- II nagroda: Arpi Sinanyan – Armenia
- III nagroda: Axel Daveyan – Armenia
- IV nagroda: Mariana Poltorak – Ukraina

### XI edycja konkursu (6–11 czerwca 2022)
- Grand Prix: Juliana Grigoryan – Armenia

Kobiety:
- I nagroda: Nombuleno Yende – RPA
- II nagroda: Daria Auguštan – Chorwacja
- III nagroda: Yuliia Zasimowa – Ukraina

Mężczyźni:
- I nagroda: nie przyznano
- II nagroda: Szymon Mechliński – Polska oraz Volodymyr Tyshkov – Ukraina
- III nagroda:  Rafael Alejandro del Angel Garcia – Meksyk[3]

### X edycja konkursu (5–11 maja 2019)
- I nagroda: Maria Motolygina – Rosja
- II nagroda: Slávká Zamečniková – Słowacja
- III nagroda: Long Long – Chiny
- IV nagroda: Ruslana Koval – Ukraina
- V nagroda: Gihoon Kim – Korea Południowa
- VI nagroda: Piotr Buszewski – Polska

### IX edycja konkursu (9–14 maja 2016)
Kobiety:
- I nagroda: Salome Jicia – Gruzja
- II nagroda: Ewa Tracz – Polska
- III nagroda: Joanna Zawartko – Polska

Mężczyźni:
- I nagroda: Andrzej Filończyk – Polska
- II nagroda: Jakub Józef Orliński – Polska
- III nagroda: Leon Košavić – Chorwacja

### VIII edycja konkursu (11–17 maja 2013)
Kobiety:
- I nagroda: Olga Busuioc – Mołdawia
- II nagroda: Giuseppina Bridelli – Włochy
- III nagroda: Anna Patalong – Wielka Brytania

Mężczyźni:
- I nagroda: Anatoli Sivko – Białoruś
- II nagroda: Pavel Piatrou – Białoruś
- III nagroda: Alexei Botnarciuc – Mołdawia

### VII edycja konkursu (19–28 maja 2010)
Kobiety:
- Grand prix: Eliza Kruszczyńska – Polska
- I nagroda: Aleksandra Kubas – Polska
- II nagroda: Gelena Gaskarowa – Rosja
- III nagroda: Katarzyna Oleś-Blacha – Polska

Mężczyźni:
- I nagroda: Yury Haradzetski – Białoruś
- II nagroda: Adam Palka – Polska
- III nagroda: Andrei Bondarenko – Ukraina

### VI edycja konkursu (13–22 kwietnia 2007)
Kobiety:
- I nagroda: Oxana Shilova – Rosja
- II nagroda: Kristina Kapustynska – Ukraina
- III nagroda: Małgorzata Olejniczak – Polska

Mężczyźni:
- I nagroda: Alexey Markov – Rosja
- II nagroda: Rafał Bartmiński – Polska
- III nagroda: nie przyznano

### V edycja konkursu (13–22 maja 2004)
Kobiety:
- I nagroda: Lorraine Hinds – USA
- II nagroda: Wiktoria Jastriebowa – Rosja
- III nagroda: Ewa Biegas – Polska

Mężczyźni:
- Grand Prix: Wladimir Moroz – Białoruś
- I nagroda: Michaił Koleliszwili – Rosja
- II nagroda: Ilia Bannik – Rosja
- III nagroda: Arsen Sogomonian – Armenia

### IV edycja konkursu (20–29 kwietnia 2001)
Kobiety:
- I nagroda: Monika Walerowicz-Baranowska – Polska
- II nagroda: Wu Bixia – Chiny
- III nagroda: Anna Kiknadze oraz Jekaterina Sołowjowa – obie Rosja

Mężczyźni:
- I nagroda: Tomasz Kuk – Polska
- II nagroda: Tomasz Krzysica – Polska
- III nagroda: Daniil Sztoda – Rosja

### III edycja konkursu (2–11 listopada 1998)
Kobiety:
- I nagroda: Aleksandra Kurzak – Polska
- II nagroda: Elena Wiszniewska – Ukraina
- III nagroda: Li Guoling – Chiny oraz Katarzyna Trylnik – Polska

Mężczyźni:
- I nagroda: Jacek Janiszewski – Polska
- II nagroda: Michaił Gubski – Rosja
- III nagroda: Andriej Grigoriew – Rosja oraz Andriej Romanienko – Ukraina

### II edycja konkursu (21–29 kwietnia 1995)
- I nagroda: Cara O'Sullivan – Irlandia
- II nagroda: La Kyung-hye – Korea Południowa
- III nagroda: Natalia Jutesz – Ukraina
- IV nagroda: Daniel Marcin Borowski – Polska
- V nagroda: Aleksandra Dursieniewa – Ukraina
- VI nagroda: Aleksander Guriec – Ukraina

### I edycja konkursu (10–19 czerwca 1992)
Kobiety:
- I nagroda: Urszula Kryger – Polska
- II nagroda: Barbara Dobrzańska – Polska
- III nagroda: Maria J. Costa Di Fabio – Urugwaj

Mężczyźni:
- I nagroda: Andriej Spiechow – Rosja
- II nagroda: Andrij Szkurhan – Ukraina
- III nagroda: Adam Zdunikowski i Marcin Bronikowski – obaj Polska